# Huanglishu Shuiku
Huanglishu Shuiku är en reservoar i Kina. Den ligger i provinsen Anhui, i den östra delen av landet, omkring 83 kilometer nordost om provinshuvudstaden Hefei. Huanglishu Shuiku ligger 46 meter över havet. Arean är 12,9 kvadratkilometer. Trakten runt Huanglishu Shuiku består till största delen av jordbruksmark. Den sträcker sig 8,1 kilometer i nord-sydlig riktning, och 8,1 kilometer i öst-västlig riktning.
Genomsnittlig årsnederbörd är 1 283 millimeter. Den regnigaste månaden är juli, med i genomsnitt 307 mm nederbörd, och den torraste är december, med 29 mm nederbörd.